# Mila na godzinę
     Kilometr na godzinę (km/h)
     Mila na godzinę (mph)
     Obydwa
     Nic

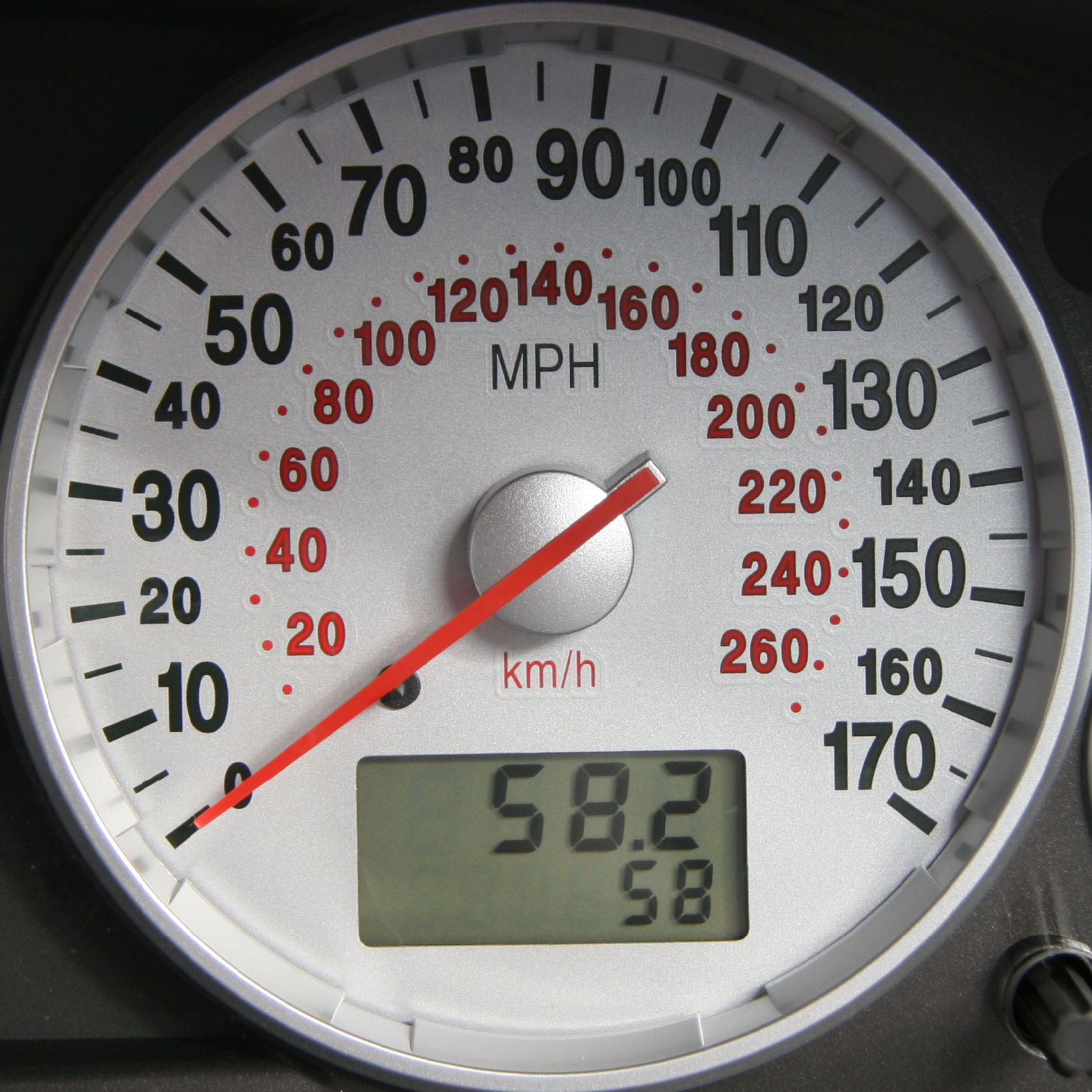
Prędkościomierz samochodu Ford Mondeo ST220 pokazujący mile i kilometry na godzinę.

Ograniczenia prędkości na znakach drogowych na całym świecie:
Kilometr na godzinę (km/h)
Mila na godzinę (mph)
Obydwa
Nic

Mila na godzinę (mph, z ang. miles per hour) – stosowana w krajach anglosaskich jednostka prędkości równa jednej mili międzynarodowej na godzinę.
1 mph = 0,44704 m/s = 1,609344 km/h
100 km/h = ok. 62 mph.